# Lucius Saufeius
Lucius Saufeius (Kr. e. 1. század) római történetíró

## Élete
Pomponius Atticus barátja volt, akinek közbenjárására visszakapta a triumvirek által elvett és eladott birtokait. Cicero említi, hogy egy történeti munkát írt, ennek azonban töredékei sem maradtak fenn.